# Leni Dacian
Leni Dacian (prenume la naștere: Elena; n. 3 octombrie 1940, București) este o balerină, coregrafă și actriță de film română.
Este fiica adoptivă a lui Ion Dacian, un celebru interpret român de operetă.

## Activitate
Elena Dacian a absolvit Școala de Coregrafie din București în 1954, apoi a urmat cursurile Școlii de Coregrafie Vaganova din Leningrad (Sankt Petersburg) până în 1960.
În perioada 1960-1990 a fost angajată a Operei Române din București. În anul 1964 a devenit solistă, iar începând cu anul 1968 a fost prim-solistă a acestei instituții.
A interpretat toate marile roluri ale baletului clasic, pe muzică de Beethoven, Liszt, Chopin, Ceaikovski, Gluck, Prokoi ev, Grieg, Ravel, Mozart etc., precum și în baletul modern: Gerswin, Bernstein, Rodgers, Cole Porter.

## Distincții
- Ordinul Meritul Cultural clasa a V-a (12 septembrie 1968) „pentru merite deosebite în activitatea muzicală”[8]

## Filmografie
- Dragoste la zero grade (1964) - balerină
- Pantoful Cenușăresei (1969) - dansatoare
- Felix și Otilia (1972) - Aurica Tulea
- Osînda (1976) - mama lui Manlache
- Accident (1977) - soția lui Cuceanu
- Soldații victoriei (1977) - Elena Ceaușescu
- Doctorul Poenaru (1978) - Alexandrina, soția doctorului Poenaru
- Bietul Ioanide (1980) - balerina Cucly, fiica contelui Iablonski
- Ștefan Luchian (1981)